# Lithobates sierramadrensis
Espèce
Synonymes
- Rana sierramadrensis Taylor, 1939

Statut de conservation UICN

 VU B1ab(iii) : Vulnérable
Lithobates sierramadrensis est une espèce d'amphibiens de la famille des Ranidae.

## Répartition
Cette espèce est endémique du Sud-Ouest du Mexique. Elle se rencontre dans la Sierra Madre del Sur dans les États du Guerrero et d'Oaxaca,.

## Description
Lithobates sierramadrensis mesure environ 70 à 90 mm : la publication originale fait état de trois spécimens, un juvénile mesurant 44,5 mm et deux adultes, l'un de 70 mm, l'autre de 91 mm. Son dos est brun s'éclaircissant sur les flancs et parsemé de taches brun foncé indistinctes.

## Étymologie
Son nom d'espèce, composé de sierramadr[e] et du suffixe latin -ensis, « qui vit dans, qui habite », lui a été donné en référence au lieu de sa découverte, la Sierra Madre del Sur.

## Publication originale
- Taylor, 1939 "1938" : New Species of Mexican Tailless Amphibia. The University of Kansas Science Bulletin, vol. 25, no 1, p. 385-405 (texte intégral).